# Marek Plawgo

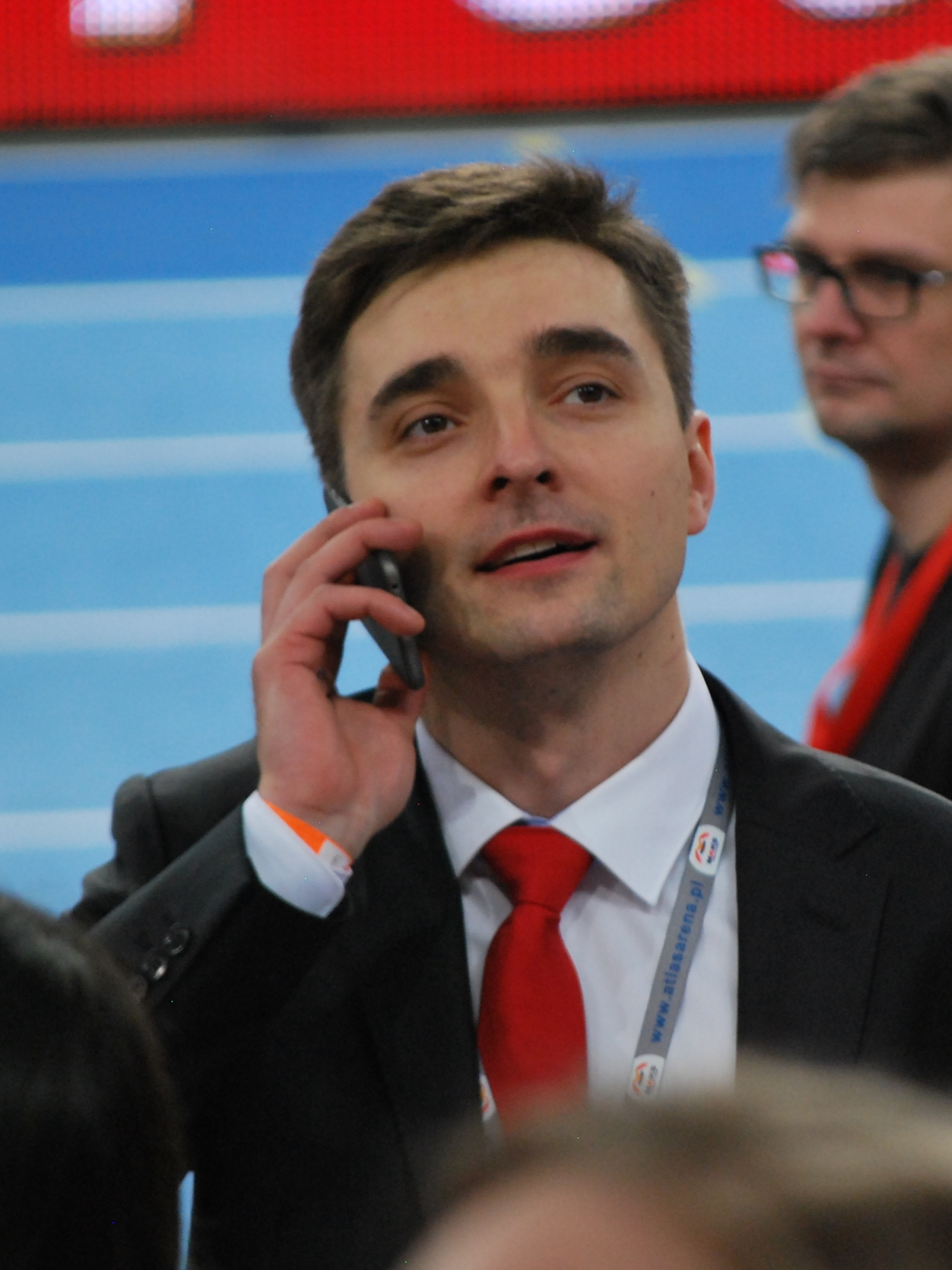
Marek Plawgo (2015)

Marek Plawgo (* 25. Februar 1981 in Ruda Śląska) ist ein ehemaliger polnischer Sprinter und Hürdenläufer.
Marek Plawgos Spezialdisziplin war der 400-Meter-Hürdenlauf. Außerdem startete er bei internationalen Meisterschaften regelmäßig für die polnische 4 × 400-m-Staffel. Mit 48,12 Sekunden ist er der aktuelle polnische Rekordhalter über 400 m Hürden. Der mehrmalige polnische Meister gewann 2002 bei den Halleneuropameisterschaften in Wien die Goldmedaille im 400-Meter-Lauf. Bei den Olympischen Spielen 2004 in Athen erlief er sich den sechsten Platz über 400 Meter Hürden.
2006 konnte er bei den Europameisterschaften in Göteborg in 48,71 Sekunden Silber hinter dem Griechen Periklís Iakovákis gewinnen. Bei den Weltmeisterschaften 2007 in Osaka verbesserte er im Halbfinale und im Finale jeweils seinen eigenen Landesrekord. Er gewann Bronze hinter Kerron Clement und Félix Sánchez mit einer Finalzeit von 48,12 s.
Marek Plawgo hat bei einer Größe von 1,83 m ein Wettkampfgewicht von 72 kg.